# Primera División 1985-1986 (Spagna)
La Primera División 1985-1986 è stata la 55ª edizione della massima serie del campionato spagnolo di calcio, disputato tra il 31 agosto 1985 e il 20 aprile 1986 e concluso con la vittoria del Real Madrid, al suo ventunesimo titolo.
Capocannoniere del torneo è stato Hugo Sánchez (Real Madrid) con 22 reti.

## Stagione

### Novità
Il ranking UEFA un po' traballante ridusse di uno il numero di squadre ammesse alla Coppa UEFA: da quattro si scese a tre (due qualificate tramite il campionato più la vincente della Copa de la Liga).

### Avvenimenti
Già alla seconda giornata nessuna squadra vantava più punteggio pieno. Dopo tre giornate il comando della classifica fu assunto dall'Athletic Bilbao, immediatamente raggiunto e superato dal Real Madrid. Le merengues dettero quindi avvio alla fuga, ostacolati dapprima dallo Sporting Gijón (che si portarono a -1 all'undicesimo turno) e poi dal Barcellona, che dalla quattordicesima si contesero il ruolo di inseguitrice con gli asturiani. Nelle due giornate precedenti il giro di boa i madridisti allungerono il passo concludendo il girone di andata a +4 dal Barcellona e dall'Atlético Madrid e a +5 dallo Sporting Gijón.
All'inizio del girone di ritorno il Real Madrid gestì il proprio vantaggio, allungando di prepotenza a partire dalla venticinquesima giornata, portandosi a +10 nel giro di sei giornate. Grazie a tale vantaggio le merengues si assicurarono, con tre turni di anticipo, la vittoria del titolo. Si qualificarono per la coppa UEFA il Barcellona, l'Athletic Bilbao e l'Atlético Madrid, che beneficiò del posto lasciato libero dal Real Saragozza, vincitore della Coppa del Re.
I verdetti della lotta per non retrocedere si decisero con una giornata di anticipo: assieme al Celta Vigo da tempo fuori dai giochi, caddero in Segunda División e l'Hércules e, clamorosamente, un Valencia in crisi, che lasciò la massima serie dopo 55 anni di permanenza.

## Allenatori
- Athletic Bilbao: esonerato Iñaki Sáez, subentrato Javier Clemente
- Real Betis: esonerato Luis Cid, subentrato Luis del Sol
- Las Palmas: esonerato Germán Dévora, subentrato ed esonerato José Antonio Ruiz, subentrato José Alzate
- Valencia: esonerato Alfredo Di Stéfano, subentrato Óscar Valdez
- Hércules: esonerato Torres, subentrato Manuel José Villanova
- Celta Vigo: esonerato José Villar, subentrato ed esonerato Félix Carnero, subentrato José Luis García Traid

## Classifica finale
|       | Pos. | Squadra          | Pt | G  | V  | N  | P  | GF | GS | DR  |
| ----- | ---- | ---------------- | -- | -- | -- | -- | -- | -- | -- | --- |
|       | 1.   | Real Madrid      | 56 | 34 | 26 | 4  | 4  | 83 | 33 | +50 |
| [ 2 ] | 2.   | Barcellona       | 45 | 34 | 18 | 9  | 7  | 61 | 36 | +25 |
|       | 3.   | Athletic Bilbao  | 43 | 34 | 17 | 9  | 8  | 44 | 31 | +13 |
| [ 3 ] | 4.   | Real Saragozza   | 42 | 34 | 15 | 12 | 7  | 51 | 34 | +17 |
|       | 5.   | Atlético Madrid  | 42 | 34 | 17 | 8  | 9  | 53 | 38 | +15 |
|       | 6.   | Sporting Gijón   | 41 | 34 | 13 | 15 | 6  | 37 | 27 | +10 |
|       | 7.   | Real Sociedad    | 39 | 34 | 17 | 5  | 12 | 64 | 51 | +13 |
|       | 8.   | Real Betis       | 35 | 34 | 11 | 13 | 10 | 40 | 40 | 0   |
|       | 9.   | Siviglia         | 34 | 34 | 12 | 10 | 12 | 39 | 34 | +5  |
|       | 10.  | Real Valladolid  | 32 | 34 | 13 | 6  | 15 | 54 | 48 | +6  |
|       | 11.  | Español          | 31 | 34 | 11 | 9  | 14 | 43 | 40 | +3  |
|       | 12.  | Racing Santander | 31 | 34 | 10 | 11 | 13 | 33 | 34 | -1  |
|       | 13.  | Las Palmas       | 27 | 34 | 9  | 9  | 16 | 37 | 65 | -28 |
|       | 14.  | Osasuna          | 27 | 34 | 9  | 9  | 16 | 24 | 33 | -9  |
|       | 15.  | Cadice           | 26 | 34 | 9  | 8  | 17 | 30 | 58 | -28 |
|       | 16.  | Valencia         | 25 | 34 | 8  | 9  | 17 | 38 | 62 | -24 |
|       | 17.  | Hércules         | 22 | 34 | 8  | 6  | 20 | 35 | 62 | -27 |
|       | 18.  | Celta Vigo       | 14 | 34 | 5  | 4  | 25 | 32 | 72 | -40 |

Legenda:
      Campione di Spagna ed ammessa alla Coppa dei Campioni 1986-1987.
      Ammesse alla Coppa delle Coppe 1986-1987.
      Ammesse alla Coppa UEFA 1986-1987.
      Retrocesse in Segunda División 1986-1987.
Regolamento:
Due punti a vittoria, uno a pareggio, zero a sconfitta.
In caso di arrivo di due o più squadre a pari punti, la graduatoria verrà stilata secondo la classifica avulsa tra le squadre interessate che prevede, in ordine, i seguenti criteri:
- Punti negli scontri diretti.
- Differenza reti negli scontri diretti.
- Differenza reti generale.
- Reti realizzate in generale.

## Risultati

### Tabellone
|                  | ATB  | ATM  | BAR  | BET  | CÁD  | CEL  | ESP  | HÉR  | LPA  | OSA  | RAC  | RMA  | RSA  | RSO  | RVL  | SIV  | SPG  | VAL  |
| ---------------- | ---- | ---- | ---- | ---- | ---- | ---- | ---- | ---- | ---- | ---- | ---- | ---- | ---- | ---- | ---- | ---- | ---- | ---- |
| Athletic Bilbao  | –––– | 1-1  | 2-1  | 2-1  | 2-0  | 3-1  | 1-0  | 1-0  | 1-1  | 2-0  | 3-0  | 1-2  | 1-1  | 2-0  | 3-3  | 3-1  | 2-0  | 2-2  |
| Atlético Madrid  | 3-1  | –––– | 2-1  | 2-1  | 2-1  | 3-1  | 2-0  | 1-0  | 1-0  | 1-0  | 2-0  | 0-1  | 0-2  | 3-1  | 1-4  | 3-0  | 1-1  | 5-0  |
| Barcellona       | 3-1  | 2-1  | –––– | 1-2  | 1-0  | 1-1  | 0-0  | 3-1  | 3-1  | 2-2  | 2-0  | 2-0  | 2-0  | 2-3  | 4-0  | 0-0  | 2-0  | 3-0  |
| Betis            | 2-0  | 2-2  | 1-1  | –––– | 4-1  | 3-2  | 1-0  | 1-0  | 1-1  | 1-0  | 1-1  | 2-2  | 0-1  | 1-3  | 1-1  | 1-0  | 1-1  | 0-0  |
| Cadice           | 1-1  | 2-0  | 1-3  | 0-0  | –––– | 1-0  | 0-0  | 2-0  | 1-0  | 2-0  | 2-1  | 1-3  | 1-3  | 3-0  | 1-0  | 0-4  | 0-0  | 2-3  |
| Celta            | 0-1  | 0-1  | 0-2  | 0-1  | 1-2  | –––– | 2-1  | 1-2  | 4-0  | 2-0  | 1-2  | 1-5  | 1-2  | 1-3  | 3-2  | 1-2  | 1-1  | 1-0  |
| Español          | 1-0  | 1-2  | 5-3  | 2-0  | 5-0  | 1-0  | –––– | 4-1  | 2-0  | 0-1  | 2-0  | 1-2  | 1-2  | 2-2  | 2-1  | 4-2  | 0-0  | 2-1  |
| Hércules         | 0-1  | 2-2  | 1-2  | 2-3  | 1-1  | 5-2  | 1-1  | –––– | 2-0  | 1-1  | 1-0  | 0-3  | 2-2  | 2-0  | 1-0  | 2-1  | 0-1  | 3-2  |
| Las Palmas       | 2-2  | 1-3  | 3-0  | 1-0  | 2-2  | 1-1  | 3-1  | 2-1  | –––– | 0-0  | 1-0  | 4-3  | 2-2  | 1-2  | 1-0  | 2-5  | 1-3  | 2-0  |
| Osasuna          | 0-1  | 1-1  | 0-1  | 1-0  | 0-0  | 2-1  | 2-0  | 1-0  | 0-1  | –––– | 1-1  | 0-1  | 2-1  | 1-2  | 2-1  | 0-0  | 1-2  | 2-0  |
| Racing Santander | 0-0  | 2-0  | 0-0  | 1-1  | 3-0  | 3-0  | 2-2  | 4-1  | 0-0  | 1-0  | –––– | 1-1  | 2-3  | 2-0  | 1-1  | 1-0  | 0-1  | 2-2  |
| Real Madrid      | 2-0  | 2-1  | 3-1  | 4-1  | 3-1  | 4-0  | 4-1  | 4-0  | 5-1  | 2-0  | 1-0  | –––– | 1-0  | 1-0  | 2-1  | 2-1  | 2-1  | 5-0  |
| Real Saragozza   | 0-1  | 0-0  | 1-3  | 1-1  | 3-0  | 6-0  | 1-0  | 1-0  | 4-0  | 1-1  | 1-0  | 1-1  | –––– | 3-1  | 1-0  | 1-1  | 0-0  | 2-1  |
| Real Sociedad    | 1-0  | 2-3  | 1-5  | 2-2  | 4-0  | 1-1  | 1-0  | 6-0  | 6-0  | 1-0  | 1-1  | 5-3  | 2-0  | –––– | 2-1  | 1-0  | 2-1  | 6-0  |
| Real Valladolid  | 0-1  | 2-1  | 2-2  | 4-2  | 3-0  | 4-0  | 1-0  | 3-1  | 4-2  | 1-0  | 1-0  | 3-2  | 1-1  | 4-1  | –––– | 2-0  | 0-1  | 3-3  |
| Siviglia         | 0-0  | 2-1  | 0-0  | 1-0  | 3-0  | 2-1  | 1-1  | 0-0  | 4-0  | 1-0  | 0-1  | 2-2  | 0-0  | 3-1  | 1-0  | –––– | 0-0  | 0-2  |
| Sporting Gijón   | 1-0  | 1-1  | 1-1  | 0-0  | 2-2  | 2-0  | 1-1  | 3-1  | 1-0  | 1-2  | 2-0  | 0-2  | 2-2  | 0-0  | 3-0  | 2-1  | –––– | 1-0  |
| Valencia         | 1-2  | 1-1  | 1-2  | 0-2  | 1-0  | 3-1  | 0-0  | 3-1  | 1-1  | 1-1  | 0-1  | 0-3  | 4-2  | 3-1  | 2-1  | 0-1  | 1-1  | –––– |

## Statistiche

### Squadre

#### Capoliste solitarie
|    | —— | —— | —— | ——  | —— | ——          | ——          | ——          | ——          | ——          | ——          | ——          | ——          | ——          | ——          | ——          | ——          | ——          | ——          | ——          | ——          | ——          | ——          | ——          | ——          | ——          | ——          | ——          | ——          | ——          | ——          | ——          | ——          | —— |  |
|    |    |    |    | Ath |    | Real Madrid | Real Madrid | Real Madrid | Real Madrid | Real Madrid | Real Madrid | Real Madrid | Real Madrid | Real Madrid | Real Madrid | Real Madrid | Real Madrid | Real Madrid | Real Madrid | Real Madrid | Real Madrid | Real Madrid | Real Madrid | Real Madrid | Real Madrid | Real Madrid | Real Madrid | Real Madrid | Real Madrid | Real Madrid | Real Madrid | Real Madrid | Real Madrid |    |  |
|    |    |    |    |     |    |             |             |             |             |             |             |             |             |             |             |             |             |             |             |             |             |             |             |             |             |             |             |             |             |             |             |             |             |    |  |
|    |    |    |    |     |    |             |             |             |             |             |             |             |             |             |             |             |             |             |             |             |             |             |             |             |             |             |             |             |             |             |             |             |             |    |  |
| 1ª | 2ª | 3ª | 4ª | 5ª  | 6ª | 7ª          | 8ª          | 9ª          | 10ª         | 11ª         | 12ª         | 13ª         | 14ª         | 15ª         | 16ª         | 17ª         | 18ª         | 19ª         | 20ª         | 21ª         | 22ª         | 23ª         | 24ª         | 25ª         | 26ª         | 27ª         | 28ª         | 29ª         | 30ª         | 31ª         | 32ª         | 33ª         | 34ª         |    |  |

#### Primati stagionali
- Maggior numero di vittorie: Real Madrid (26)
- Minor numero di sconfitte: Real Madrid (4)
- Migliore attacco: Real Madrid (83 reti segnate)
- Miglior difesa: Sporting Gijón (27 reti subite)
- Miglior differenza reti: Real Madrid (+50)
- Maggior numero di pareggi: Sporting Gijón (15)
- Minor numero di pareggi: Real Madrid, Celta (4)
- Maggior numero di sconfitte: Celta Vigo (25)
- Minor numero di vittorie: Celta Vigo (5)
- Peggior attacco: Osasuna (24 reti segnate)
- Peggior difesa: Celta Vigo (72 reti subite)
- Peggior differenza reti: Celta Vigo (-40)

### Individuali

#### Classifica marcatori
| Gol |  |  | Giocatore          | Squadra         |
| --- |  |  | ------------------ | --------------- |
| 22  |  |  | Hugo Sánchez       | Real Madrid     |
| 16  |  |  | Jorge Valdano      | Real Madrid     |
| 16  |  |  | José Mari Bakero   | Real Sociedad   |
| 15  |  |  | Juan Antonio Señor | Real Saragozza  |
| 13  |  |  | Luis Cabrera       | Atlético Madrid |
| 13  |  |  | Jorge da Silva     | Atlético Madrid |
| 13  |  |  | Pedro Uralde       | Real Sociedad   |